# Conone di Béthune
Conon de Béthune (Passo di Calais, 1150 circa – Tracia nei pressi di Costantinopoli o forse Adrianopoli, 17 dicembre 1219/1220) è stato un crociato e poeta troviero.

## Biografia
Nato nel 1150, era il decimo figlio di Roberto V, signore di Béthune e ufficiale giudiziario (avoué) dell'abbazia di Saint-Vaast di Arras (nell'attuale Passo di Calais), morto nell'assedio di San Giovanni d'Acri nel 1191. Tramite sua nonna, Conon de Béthune era imparentato con la famiglia governante degli Hainaut nelle Fiandre. È probabile (dalle considerazioni fatte in uno dei suoi commenti poetici) che Conon fosse apparso davanti alla corte francese in occasione del matrimonio del re Filippo Augusto con Isabella di Hainaut nel 1180 e che suonasse le sue canzoni davanti a Maria di Champagne (nota per i suoi legami con Chrétien de Troyes).
Dopo aver preso parte alla terza crociata, Conon de Béthune partecipa (con suo fratello Guglielmo) anche alla quarta crociata nel 1200, associandosi ai cavalieri del conte delle Fiandre Baldovino per servire come oratore ufficiale. La sua eloquenza, saggezza e cavalleria erano elogiate da Goffredo di Villehardouin (il quale disse di Conon: "Bon chevalier et sage estoit et bien eloquens"). Dopo la conquista di Costantinopoli (1204), Conon de Béthune assunse un certo numero di posizioni di rilievo nel governo di Baldovino (e poi di Enrico di Fiandra e Pietro II di Courtenay) e svolse un ruolo chiave sia nella riconciliazione tra Baldovino e Bonifacio I del Monferrato che nella battaglia di Adrianopoli. Dopo la morte dell'imperatrice Iolanda di Fiandra nel 1219, venne scelto dai baroni come reggente dell'Impero, ma morì subito dopo, nel 1219 o 1220, nella città di Adrianopoli (adesso Edirne, Turchia Europea).

## Poesia
Solo 14 componimenti poetici rimasti vengono attribuiti a Conon de Béthune e molti di queste attribuzioni potrebbero essere dubbie. Venne educato da un parente, Huon d'Oisy, castellano di Cambrai, che gli insegnò l'arte della poesia. I suoi componimenti erano scritti per essere cantati e dieci delle sue poesie possiedono notazione musicale. La maggior parte dei suoi componimenti sono canzoni d'amor cortese, ma due di esse sono delle notevoli chansons de croisade (canzoni di crociata) in cui l'amante del poeta deplora la sua imminente partenza, ma tuttavia accetta la "nobile richiamo al dovere" del crociato. Conon de Béthune si dimostra a volte lui stesso ironico o satirico e in uno dei suoi poemi di crociata impreca con veemenza contro gli abusi finanziari di coloro che accumulano fondi destinati ai crociati.
Alcuni suoi componimenti poetici sono:
- Chançon legiere a entendre (Canzone leggera ad ascoltare)
- Si voiremant con cele don je chant (Se veramente il cielo vuole, lasciatemi cantare)
- Mout me semont Amors que je m'envoise (Molto si espande l'amore in me sì ch'io possa cantare)
- Ahi! Amors, com dure departie (Ahi! Amore, come duro lasciasti)
- Bien me deüsse targier (Ben mi devo fermare)
- Se raige et derverie (Tal rabbia e follia)
- Belle doce Dame chiere (Bella dolce donna cara)
- Tant ai amé c'or me convient haïr (Tanto ho amato che or mi conviene odiare)
- L'autrier un jor aprés la Saint Denise (L'altrieri il giorno dopo San Dionigi)
- L'autrier avint en cel autre païs (L'altrieri avvenne in quell'altro paese)